# Earl Grey
Az Earl Grey egy teakeverék, jellegzetes ízét és citrusos illatát a bergamottnarancs héjából kivont olaj biztosítja.
Az „Earl Grey” kifejezést hagyományosan csak a fekete teára alkalmazták, ám manapság a kifejezés egyéb olyan teákra is használt, amely bergamottolajat, vagy -aromát tartalmaz.

## Története
Az Earl Grey keveréket második Earl Grey után nevezték el, aki az 1830-as évek brit miniszterelnöke volt, és az 1832-es Reformtörvény szerzője, aki állítólag – talán diplomáciai borravalóként – bergamottolajjal, egy jellegzetes délkelet-ázsiai citrusféléből nyert anyaggal ízesített teafélét kapott ajándékba.
Egy legenda szerint egy hálás kínai mandarin, akinek fiát Lord Grey egyik embere mentette meg a fulladástól, mutatta be az Earl keveréket 1803-ban. A történetnek nincs valós alapja, hiszen Lord Grey sosem járt Kínában, és a bergamottolaj használata a tea illatosítására akkor még ismeretlen volt Kínában. Később azonban az anekdotát úgy adták elő – és javították ki – a Twinings honlapján, hogy „egy Kínából visszatérő követ előadása szerint...”
A Jacksons of Piccadilly szerint Earl Grey teáját ők állították elő először, miután Lord Grey átadta George Charltonnak, a Robert Jackson & Co. partnerének a receptet 1830-ban. Jackson szerint az eredeti recept sosem hagyta el a kezüket, és folyamatosan termelnek az alapján; a kezdetek óta egy kínai teát véve alapul.
A Grey család szerint a teát egy kínai mandarin külön Lord Greynek keverte, hogy az megfeleljen a Howick Hall-i vízhez, bergamottot használva, hogy az ellensúlyozza a helyi víz mésztartalmát. Lady Grey ezt felhasználta Londonban politikai hoszteszként, és mivel meglehetősen népszerűnek bizonyult, nagyobb közönségnek is árusítani szerette volna, és így, akár a Twinings, márkanévként került a piacra.

## Variációk

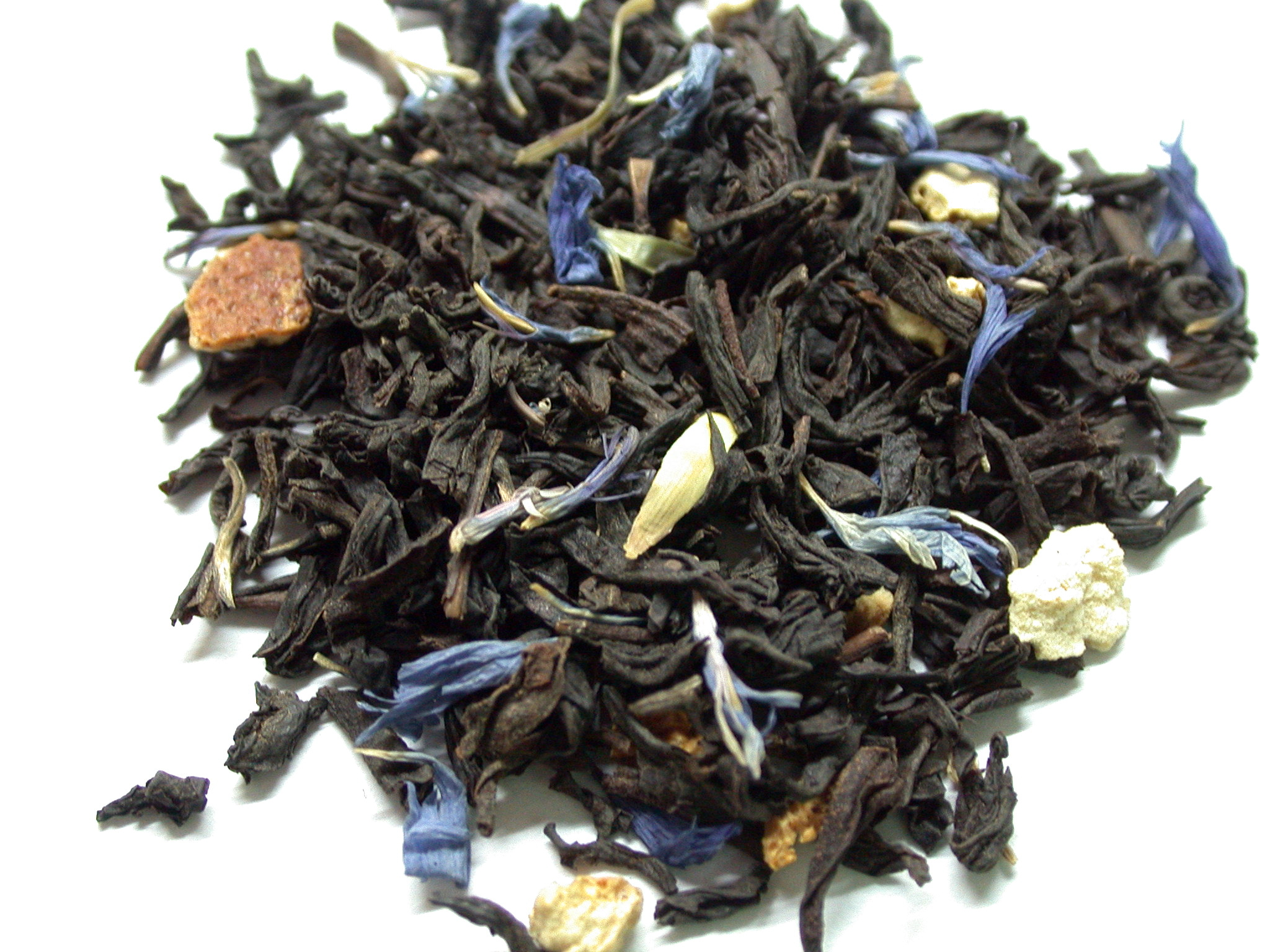
Lady Grey tealevelek.

A Twinings saját márkájú teája, a Lady Grey, amely citrommal és sevillai naranccsal készül, bergamottolaj hozzáadásával. A Twinings-féle Earl Grey és Lady Grey csomagolásán szerepel Richard Grey, hatodik Earl Grey jóváhagyása és aláírása.
A „Londoni köd” (London fog) nevű ital az Earl Grey, gőzölt tej és vaníliaszirup keveréke.
Néhány variáció elérhető jázminnal, valamint különböző virágok összetevőivel.
Az „Orosz” Earl Grey Franciaországban és Belgiumban árult, és a Lipton készíti.
Zöld teával készült variációk: Earl Grey, Jázmin, Menta, Gunpowder, Almás, Citromos, Narancsos.

## Használata ízesítőként
Az Earl Grey teát használják ízesítőszerként is néhány süteményben és édességben, például csokoládékban és pikáns szószokban. A mártásokat alapvetően úgy ízesítik, hogy az alapszószba teafiltereket tesznek, így felforralják, majd eltávolítják a filtereket. Édes recepteknél a tea ízét gyakran enyhítik olvasztott vaj, vagy forró tejszín hozzáadásával.

## Toxikológia
Számos tanulmány szerint, néhány márka sűrűn használt bergamottolaja a bőrön fokozott pirosodást okoz ultraibolya fénnyel való megvilágítás után; azonban ez nem vonatkozik az Earl Grey tea szokásos, szájon át történő alkalmazására. A bergamott a bergamottin és a vele vegyileg rokon 6',7'-dihidroxibergamottin forrása, ami feltehetőleg a grépfrútdzsúszos hatásért felelős. A grépfrútlében található psoralenszármazékok és flavonoidok gátolják a máj és a vékonybél CYP3A4 izoenzimét, ezzel a szervezetbe került különféle hatású gyógyszerek (Ca-csatorna blokkolók, makrolid antibiotikumok) lebontását, emelve ezzel plazmaszinjtüket.
Egy esettanulmányban egy beteg, aki napi négy liter Earl Grey teát fogyasztott izomgörcsökről számolt be, amely kötődik a bergamottolaj bergapten nevű összetevőjéhez, amely káliumcsatorna-blokkoló. A tünetek enyhültek, miután a tea fogyasztását napi egy literre csökkentette.

## Megjelenése a kultúrában
Jean-Luc Picard kapitány a Star Trek: Az új nemzedék című televíziós sorozat során több részben is Earl Grey teát ivott. Picard kapitány a következőket mondta a replikátornak: „Teát. Earl Greyt. Forrón.”, ami az egyik legismertebb kifejezés lett a sorozatból.[forrás?]
Artemis Fowl különösen szereti az Earl Greyt.
„Weird Al” Yankovic megemlíti az Earl Grey tea ivását az egyik dalában, a „White and Nerdy”-ben.
A Kurosicudzsi (Fekete Komornyik, Black Butler) manga/anime főszereplője, Ciel Phantomhive az egész sorozatban Earl Greyt iszik. Ezt több módon is beépítették a sorozatba.
Earl Grey II a játékos droidjának alapértelmezett neve a Steambot Chronicles játékban.

## Fordítás
Ez a szócikk részben vagy egészben  az   Earl Grey tea című angol Wikipédia-szócikk ezen változatának fordításán alapul.  Az eredeti cikk szerkesztőit annak laptörténete sorolja fel. Ez a jelzés csupán a megfogalmazás eredetét és a szerzői jogokat jelzi, nem szolgál a cikkben szereplő információk forrásmegjelöléseként.